# Бунакен
Бунаке́н (індонез. Bunaken) — острів в Індонезії. Знаходиться в акваторії Тихого океану, в затоці Манадо. Острів розташований на північ від острова Сулавесі. Є частиною міста Манадо. У острова є місце для дайвінгу та морський парк.